# Dantzibojay
Dantzibojay es una localidad de México localizada en el municipio de Huichapan en el estado de Hidalgo.

## Geografía
Se encuentra en la región geográfica del Valle del Mezquital. A la localidad le corresponden las coordenadas geográficas 20° 26’ 12.4” de latitud norte y 99° 35’ 13.091” de longitud oeste, con una altitud de 2135 m s. n. m. Cuenta con un clima semiseco templado.
En cuanto a fisiografía se encuentra en la provincia del Eje Neovolcánico, dentro de la subprovincia de Llanuras y Sierras de Querétaro e Hidalgo; su terreno es de lomerío. En lo que respecta a la hidrografía se encuentra posicionado en la región del Pánuco, dentro de la cuenca del río Moctezuma, en la subcuenca del río Tecozautla.

## Demografía
En 2020 registró una población de 1006 personas, lo que corresponde al 2.12 % de la población municipal. De los cuales 506 son hombres y 500 son mujeres.
| Gráfica de evolución demográfica de Dantzibojay entre 1900 y 2020 |
|                                                                   |
| Población registrada por los censos y conteos del INEGI.          |